# Felix Reimann
Felix Reimann (* 8. Dezember 1964 in Bergneustadt) ist ein deutscher Flötist und Dirigent.

## Leben
Felix Reimann wuchs in Bergneustadt auf, wo er auch das Wüllenweber-Gymnasium besuchte.
Felix Reimann studierte an den Musikhochschulen in München und Köln bei den Professoren Paul Meisen und Andràs Adorjàn. An der Kölner Musikhochschule schloss er 1994 das Flötenstudium mit dem Konzertexamen mit Auszeichnung ab. Er wurde bei verschiedenen Wettbewerben mit ersten Preisen ausgezeichnet (Deutscher Musikwettbewerb 1991 und 1992 gemeinsam mit dem Diaphonia-Bläserquintett, Tonger-Wettbewerb Köln 1992). Als Orchestermusiker begann er zunächst am Staatstheater Mainz und wurde 1993 Erster Soloflötist der Dortmunder Philharmoniker.
Felix Reimann spielte international Solokonzerte als Flötist und gab Meisterkurse in Paris, Rio de Janeiro, Shenjang China und in Weikersheim.
Schon während seines Studiums hospitierte Reimann in den Dirigentenklassen in München (Prof. Michels) und Köln (Prof. Wangenheim) und gründete verschiedene Jugend- und Studentenorchester. 1982 die Junge Orchester Initiative in Bergneustadt und 1984 das Studentenorchester Junge Ensemble Oberberg. Mit den beiden Orchestern erarbeitete er ein beachtliches Repertoire und unternahm Konzertreisen nach Paris und Prag. Für den Oberbergischen Kreis organisierte er in den Jahren 1983 bis 1990 mehrere Konzertreihen. Projekte in Lausanne, Paris und Köln und mit dem Folkwang Kammerorchester Essen ließen ihn weitere Erfahrungen als Dirigent sammeln.

## Leistungen
Im Jahr 2000 gründete Reimann gemeinsam mit Solisten und Stimmführern renommierter Orchester Nordrhein-Westfalens das Amadeus Kammerorchester Dortmund und führte es innerhalb der kurzen Zeit seines Bestehens mit zwei Konzertreisen nach China und Italien zu internationalem Erfolg.
In den Jahren 2003/04 reformierte Felix Reimann das Kinder- und Jugendkonzertprogramm der Dortmunder Philharmoniker und dirigierte zahlreiche Konzerte mit den Dortmunder Philharmonikern. Neben dem Projekt Konzerte in Schulen (2003), waren die Jugendkonzerte Ein DJ tanzt Walzer mit den Philharmonikern (2004) mit Maurice Ravels La Valse, War das ein Witz (2005) mit Richard Strauss Till Eulenspiegel, oder Meeresbilder (2006) mit Claude Debussys la mer sowie Skandale in der Musik (2006) mit Igor Strawinski Le sacre du printemps außergewöhnliche Projekte für junge Hörer.
Inspiriert von Simon Rattles Rhythm Is It! initiierte Reimann 2005 das große Tanzprojekt Der Feuervogel in der Dortmunder Phönixhalle zur 100-Jahr-Feier des Theater Dortmund. Bei diesem Projekt agierten 300 Kinder und Jugendliche gemeinsam mit den Dortmunder Philharmonikern unter seiner Leitung. 100 Tänzer auf dem Podium unter Anleitung des Choreographen Woijtek Hankiewicz, 180 in verschiedenen Aufgaben von Maske bis zum Bühnenbild und weiteren 20 ausgewählten Jugendlichen, die sogar in den Reihen der Philharmoniker als Instrumentalisten mitwirken konnten. Mit weiteren Tanzprojekten so Debussys Spielzeugschachtel ebenfalls mit den Dortmunder Philharmonikern und Don Giovannis Prager Liebe und Karneval der Tiere mit dem Amadeus Kammerorchester Dortmund setzt sich Reimann mit Nachdruck für die musikalische Arbeit mit Kindern und Jugendlichen ein.
Gemeinsam mit der italienischen Puppenspielerin Caterina Vitiello und dem Teatro San Carlino entwickelte Reimann das Genre der Puppenoper. So wurden in den Jahren 2005 bis 2008 die Mozartopern Entführung aus dem Serail, Figaros Hochzeit und Die Zauberflöte herausgebracht und in der Römischen Philharmonie uraufgeführt.

## Gastdirigate
2008 dirigierte Reimann das Nashville Chamber Orchestra in Nashville USA. 2009 war Reimann zu Gast in San Remo beim Orchestra Sinfonica di Sanremo. Neben Le boef sur le toit dirigierte er die Uraufführung von Achim Paul Schneiders Concerto for Jazz violin mit dem Solisten Wolfgang Mertes.

## Einspielungen
Mit dem Kölner Kammerorchester unter der Leitung von Helmut Müller Brühl spielte Reimann das Tripelkonzert für Flöte, Violine (Ingeborg Scherer) und Cembalo (Andreas Spering) bei Naxos ein. 
Als Dirigent nahm Reimann mehrere CDs mit dem Amadeus Kammerorchester Dortmund auf. So gibt es Einspielungen der Sinfonie A-Dur KV 202, der Sinfonie D-Dur Haffner von W.A. Mozart sowie Schuberts Sinfonie Nr. 5 B-Dur. Die CD mit der Suite in h-moll von Johann Sebastian Bach ist in Vorbereitung.